# Wudangbjergene
32°24′03″N 111°00′14″Ø / 32.40083°N 111.00389°Ø
Wudangbjergene, Wudangshan eller Wu Tang Shan (forenklet kinesisk: 武当山, kinesisk skrift 武當山, pinyin: Wǔdāng Shān), er en lille bjergkæde i provinsen Hubei, Kina, syd for byen Shiyan.
Wudangshan er kendt for de taoistiske klostre som fandtes her. Klostrene blev kendt som et akademisk centrum for forskning, uddannelse og folk der dyrkede  meditation, kampsport, traditionel kinesisk medicin, taoistisk landbrug og ting relateret dertil. Så tidligt som under Han-dynastiet (25-220 e.Kr.), fik bjerget kejserens opmærksomhed. Under Tangdynastiet (618-907), opførtes  de første anlæg – Fem dragers tempel. Klostre  tømtes, blev skadet, forfaldt, og blev forladt under og efter Kulturrevolutionen 1966-1976, men Wudangshan har i den  senere tid fået en øget popularitet hos turister fra andre dele af Kina og andre lande, takket være sin sin naturskønne  beliggenhed og historiske værdi. Klostrene og bygningerne blev optaget på   UNESCOs Verdensarvslistei  1994. Paladserne og templerne i Wudangshan, som blev bygget som et organiseret kompleks under Mingdynastiet (1300-1700-tallet) består af taoistbygninger fra så tidligt som 600-tallet. De repræsenterer den højeste klasse af kinesisk kunst og arkitektur over en periode på næsten 1.000 år. Bland templerne kan nævnes Den Gyldne hal, Nanyantemplet og Purpurskystemplet.
2003 brændte det 600 år gamle Yuzhengongpalads ned ved et uheld forårsaget af en ansat på en kampsportsskole .
Wudangshan dukker ofte op i kinesiske kampsportsfilm og har givet navn til  Wu-Tang Clan.